# Anton Pliesnoi
Anton Pliesnoi, né le 17 septembre 1996 à Dnipro, est un haltérophile géorgien d'origine ukrainienne.

## Palmarès

### Jeux olympiques
- Jeux olympiques d'été de 2020 à Tokyo
  -  Médaille de bronze en moins de 96 kg[1].

### Championnats du monde
- Championnats du monde d'haltérophilie 2019 à Pattaya, Thaïlande
  -  Médaille de bronze en moins de 96 kg.

### Championnats d'Europe
- Championnats d'Europe d'haltérophilie 2019 à Batumi, Géorgie
  -  Médaille de bronze en moins de 96 kg.
- Championnats d'Europe d'haltérophilie 2021 à Moscou, Russie
  -  Médaille d'or en moins de 96 kg.